# Amparo Botejara Sanz
Amparo Botejara Sanz (Badajoz, 24 de juliol de 1956) és una metgessa i política espanyola, diputada per Podem al Congrés durant les XI i XII Legislatures.

## Biografia
Treballa com a metgessa de família al centre de salut San Roque de Badajoz. També és professora associada de la Facultat de Medicina de la Universitat d'Extremadura i és sòcia de l'Associació per a la Defensa de la Sanitat Pública. Militant de Podemos, pertany al Consell Ciutadà d'Extremadura des de 2015. Aquest any va presentar la seva candidatura al Congrés per Badajoz i des de llavors és diputada en la XI i XII Legislatures.